# غزوه خیبر
غزوه خیبر به جنگ میان مسلمانان در زمان محمد (پیامبر اسلام) و یهودیان خیبر گفته می‌شود که به پیروزی مسلمانان انجامید.

## دلایل شروع جنگ

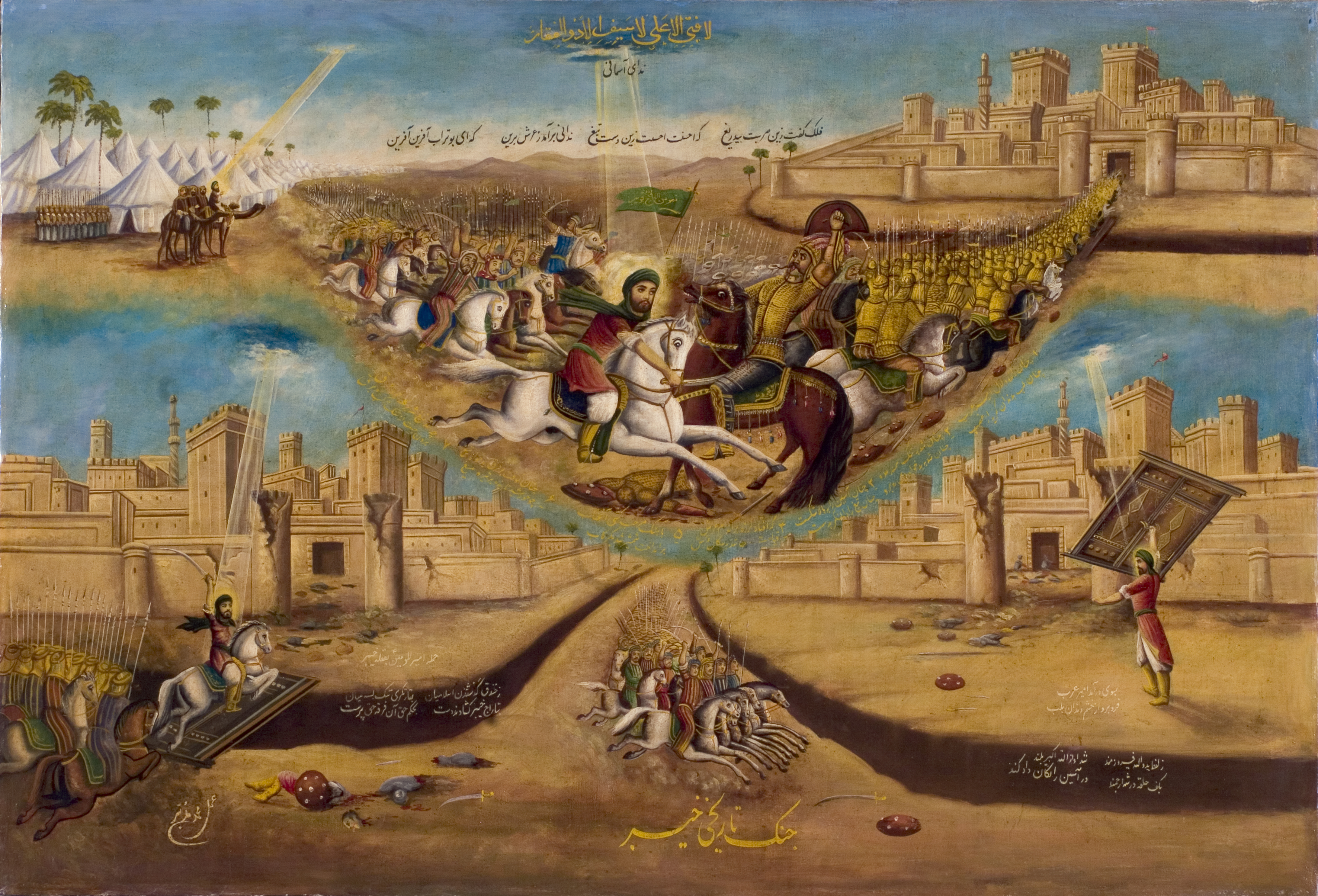
جنگ خیبر اثر محمد مدبر

در سال چهارم، پس از آنکه پیامبر اسلام یهودیان بنی‌نضیر را به سبب خیانت از مدینه بیرون راند، برخی از آنان از جمله حیی ابن اخطب، سلام ابن ابی الحقیق و کنانة ابن ربیع ابن ابی الحقیق، روانۀ خیبر شدند. آنان سال بعد به مکه رفتند و قریش را به جنگ با پیامبر برانگیختند. در این میان، خیبر مرکز آشوب‌های نظامی و تحریکات و جنگ‌افروزی‌ها علیه مسلمانان بود. پس از صلح حدیبیه، محمد تمام ماه «ذی الحجة»، و مقداری از «محرّم» سال هفتم هجری را در «مدینه» توقف کرد؛ سپس با حدود یک هزار و چهارصد نفر از یارانش که در «حدیبیه» شرکت کرده بودند، به سوی «خیبر» حرکت کرد.

## پیش از جنگ
پیش از شروع جنگ، محمد سباع ابن عرفطه را جانشین خود کرد و به سوی خیبر حرکت کرد. وی به سمت وادی حرکت کرد و با این کار، راه پیوند میان یهودیان و قبیلهٔ غَطَفان که هم‌پیمانان خیبریان بودند را قطع کرد. قبیله غطفان با شنیدن خبر لشکرکشی مسلمانان، برای کمک به یهودیان خیبر آماده شدند، ولی از ترس اینکه لشکر اسلام در غیابشان به خانه و دیارشان حمله کند و زن و بچه‌هایشان را به اسارت ببرند، به خانه‌های خود بازگشته، دست از کمک به یهودیان برداشتند.

## قلعه‌های خیبر
خیبر در زبان عبری به معنای قلعه است و چون این منطقه به‌واسطۀ این قلعه‌های هفتگانه در بر گرفته شده بود، به آن خیبر می‌گفتند. منطقۀ خیبر در ۸ منزلی شمال مدینه واقع شده و سرزمینی بود که هفت قلعه و مزارع و درخت‌های نخل بسیاری داشت.
خیبر از دو بخش تشکیل می‌شد:
- بخش اول، پنج قلعۀ بزرگ را شامل می‌شد: ناعم، صعب ابن معاذ، زبیر، ابیّ و نزار. سه قلعۀ اول در منطقه‌ای به نام نطات و دو قلعۀ دیگر در منطقه‌ای به نام شقّ قرار داشتند.
- بخش دوم، معروف به کتیبه، دارای سه قلعۀ مستحکم بود: قموص، وطیح، سلالم. علاوه بر این قلعه‌ها، در خیبر، قلعه‌های کوچک‌تری نیز وجود داشتند که به اهمیت قلعه‌های ذکرشده نبودند.[۸]

## بستن آب به روی مردم خیبر
بعد از چند روز جنگ و فتح قلعه‌ها یهودیان همگی از تمام حصارهای منطقه ناعم و حصار صعب معاد و نیز تمام حصارهای منطقۀ نطات عقب‌نشینی کردند و به حصار زبیر با توصیفی که ذکر شد پناه بردند. قلعۀ زبیر سه روز در محاصر بود. برخی منابع ذکر کرده‌اند که در این هنگام، شخصی یهودی به نام غزال، نزد محمد ابن عبدلله آمد و گفت: اگر به تو راهنمایی کنم و از شر مردم نطات خلاص شوی، آیا به من و اهل بیتم امان می‌دهی؟ اگر یک ماه نیز در اینجا بمانی و آنها را محاصره کنی، برای آن‌ها مهم نیست، زیرا آنان آب‌های سرزمین و کاریزهایی دارند که شبانه بیرون می‌آیند و آب می‌خورند و بازمی‌گردند.
محمد ابن عبدلله دستور داد، آب کاریزها و منابع قطع شد و یهودیان به‌واسطۀ تشنگی از قلعه خارج شدند و جنگیدند و شکست خوردند.

## حدیث الرایة
خیبر فتح نمی‌شد؛ فرماندهان یکی پس از دیگری شکست می‌خوردند و فرار می‌کردند. این خبر به محمد رسید؛ او بسیار ناراحت شد و گفت: لَأُعطِیَنَّ الرایَةَ غَداً رَجُلاً یُحب الله و رَسوله یُحِبُّهُ اللهُ و رَسولُهُ کَرارٌ غیر فرارٍ لا یرجِعُ حتی یَفتَحُ اللهُ عَلی یَدَیهِ؛ یعنی فردا این پرچم را به مردی خواهم داد که خدا و رسول، او را دوست دارند و او خدا و رسولش را دوست دارد، هجوم‌کننده است و فرارکننده نیست، از حمله برنمی‌گردد، تا خدا به دست او قلعه را فتح کند.
فردای آن روز که همه انتظار به دست گرفتن پرچم و این مقام را داشتند، محمد علی را خواست، پرچم را به دست او داد و علی توانست خیبر را فتح کند.

## پیروزی مسلمانان
قلعه‌های هفتگانۀ خیبر، دارای برج‌های بلندی بود که تیراندازان از آنجا به پیرامون قلعه اِشراف کامل داشتند و تلاش مسلمانان برای تخریب دروازۀ ورود به قلعه توسط کمانداران ناکام گذاشته می‌شد. در منابع اسلامی اینطور گفته شده که پس از کشته شدن تعدادی از مسلمین به دست تیراندازان، علی ابن ابی‌طالب به درب خیبر هجوم برد و درِ قلعه را با زور و بازوی خود از جای درآورد و مسلمانان وارد قلعه شدند و آنجا را به تسخیر خود درآوردند.

## پس از جنگ
پس از آن که تمام قلعه‌های یهودیان، توسط مسلمانان فتح شد، اهل قریه‌ای به نام فدک نزد محمد آمدند و از وی خواهش کردند که از کشتن آنها صرف نظر کند و فقط تبعیدشان کند. محمد پذیرفت و لشکری به سوی فدک نفرستاد و فدک، بدون جنگ تسلیم محمد شد.